# Méridai római színház
A méridai római kori színház (spanyol nevén: Teatro romano) a spanyolországi Mérida egyik római kori műemléke. Mérida régészeti együttesének részeként 1993 óta a Világörökség része.

## Története
A néhány évvel azelőtt alapított Emerita Augusta színházának építését Marcus Agrippa kezdeményezte i. e. 15-16 táján. Miután felépült, 6000 férőhelyes volt. Az 1. század végén és a 2. század elején átépítésen esett át, ekkor, Traianus idején létesítették a ma is látható homlokzatot és az épületet körbevevő utat. I. Constantinus idején, 333 és 335 között ismét átépítették, ezúttal kisebb mértékben.
A színházat a 4. században hagyták el, valószínűleg a kereszténység terjedésének következtében, mivel a keresztények erkölcstelennek találták az itt folyó előadásokat. Később még be is temették a színházat, így az sokáig a föld alá temetve állt, csak a lelátó felső része látszott ki: mivel ez a rész hét nagy tömbből állt, és a legenda szerint ezeken hét muzulmán király ült, miközben eldöntötték a város sorsát, a köznyelv Siete Sillas-nak, azaz „hét szék”-nek nevezte el őket.

## Leírás
A színház Mérida történelmi belvárosának keleti szélén áll. Ma 3000 fő befogadására alkalmas nézőtere, amely betonból készült és gránitkövekkel burkolták be, félkör alakú, lépcsőzetes, tizenhárom kapuval rendelkezik. Három szektorra oszlik: az ima, a media és a summa cavea nevűekre. Kialakításához részben a ma San Albínnak nevezett domb lejtőjét használták fel. A központi orkhesztra körüli három lépcsőfoknyi rész a magasabb rangú nézők számára volt fenntartva. A színtér talaja márványból van. A nézőtérrel szemben álló, oszlopos építmény két tömbből áll, a márványoszlopok között szobrok állnak, amelyek többek között Cerest, Plútót és Proserpinát ábrázolják. A szobrok egy része tógát, más részük mellvértet visel. A színházhoz tartozott egy császárkultusznak szentelt helyiség és illemhelyek is.
Nyaranta itt rendezik meg a Méridai Klasszikus Színházi Fesztivált.

## Képek

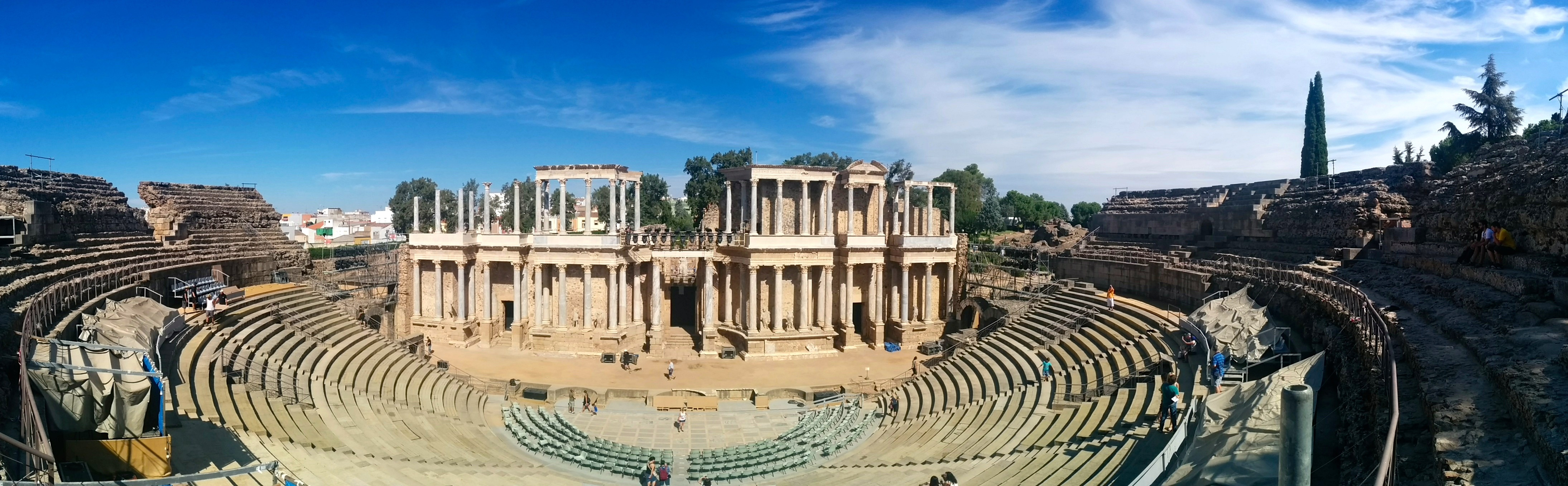
Panorámakép
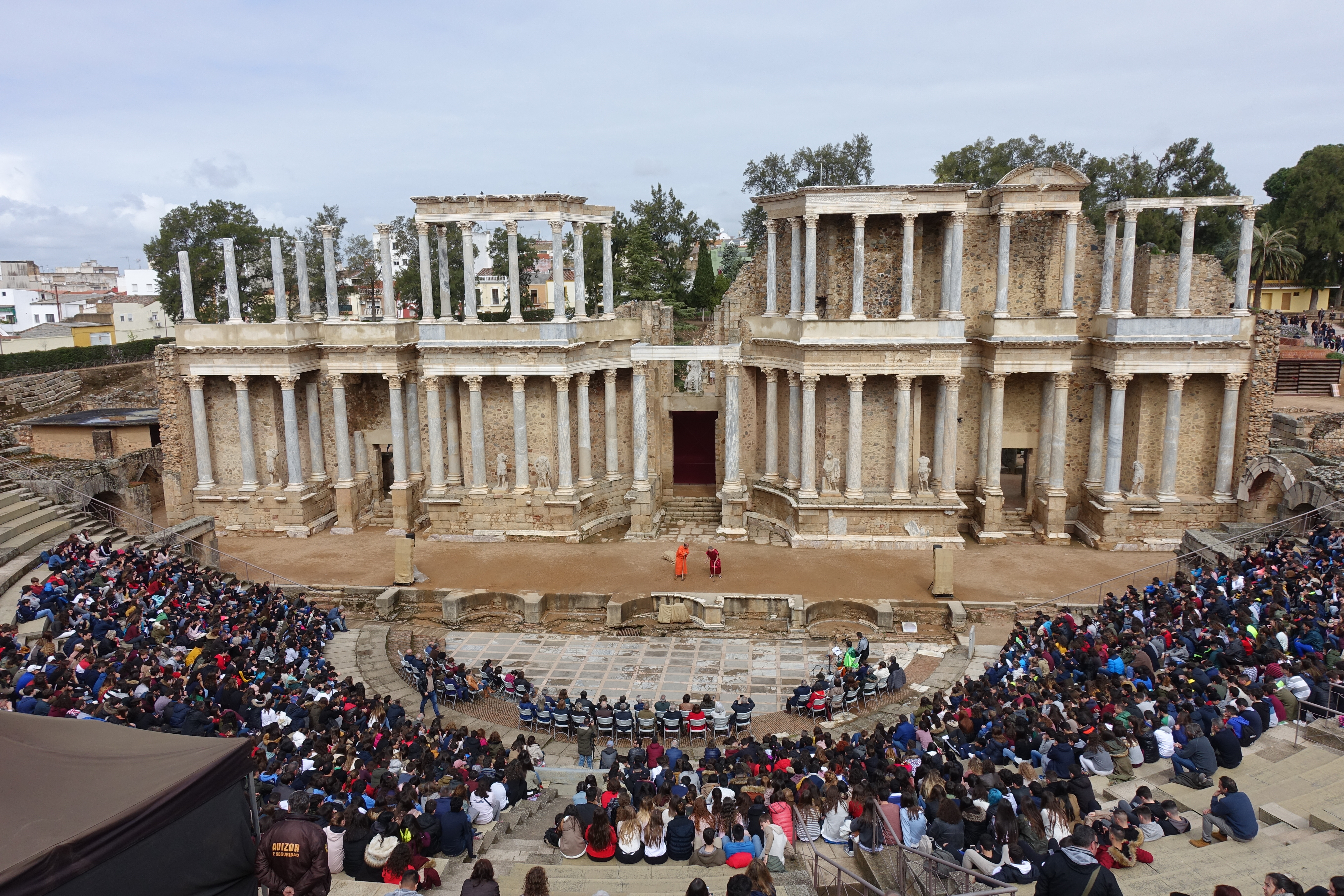
Egy fesztivál alkalmával
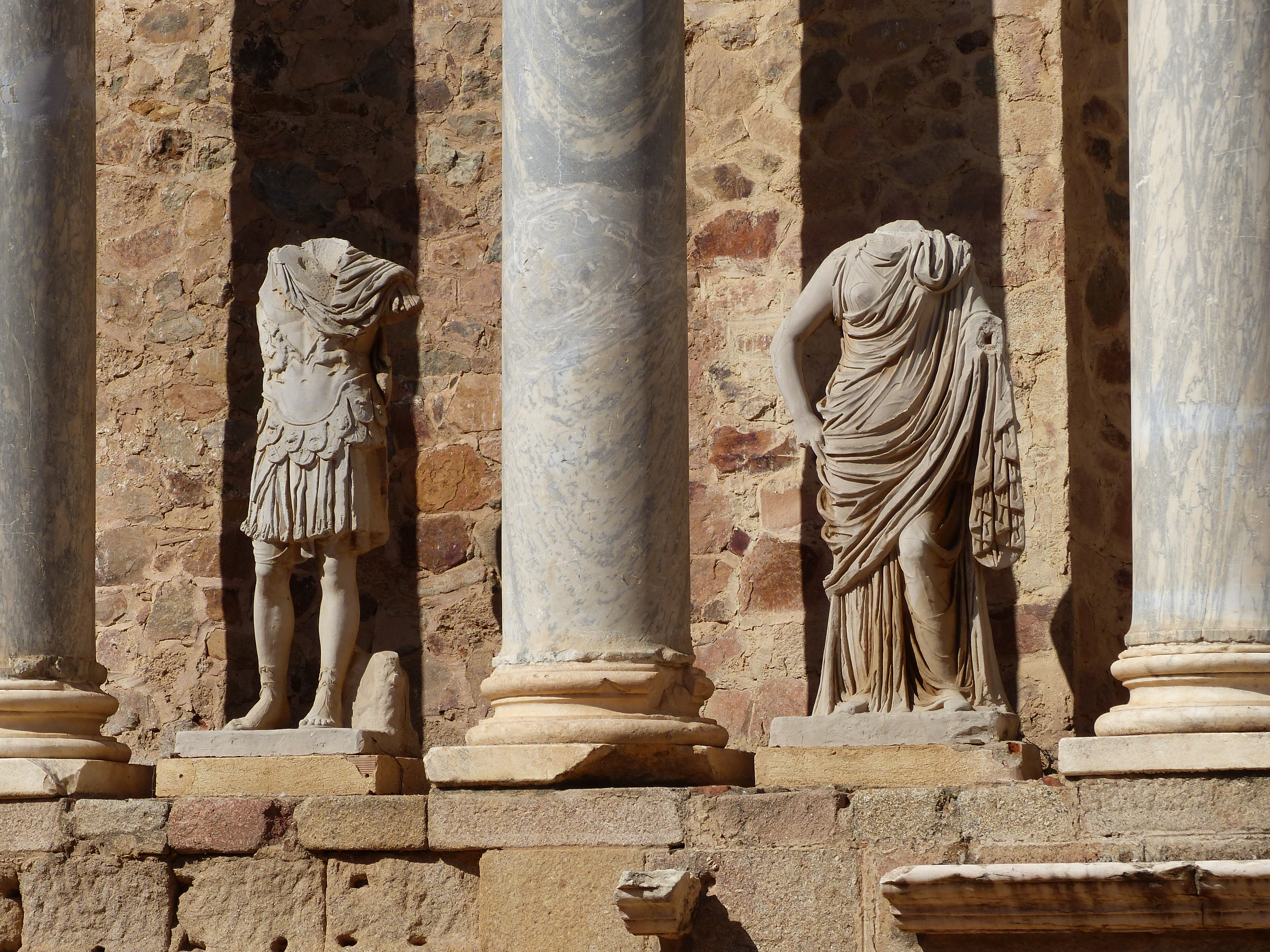
Oszlopok és szobrok
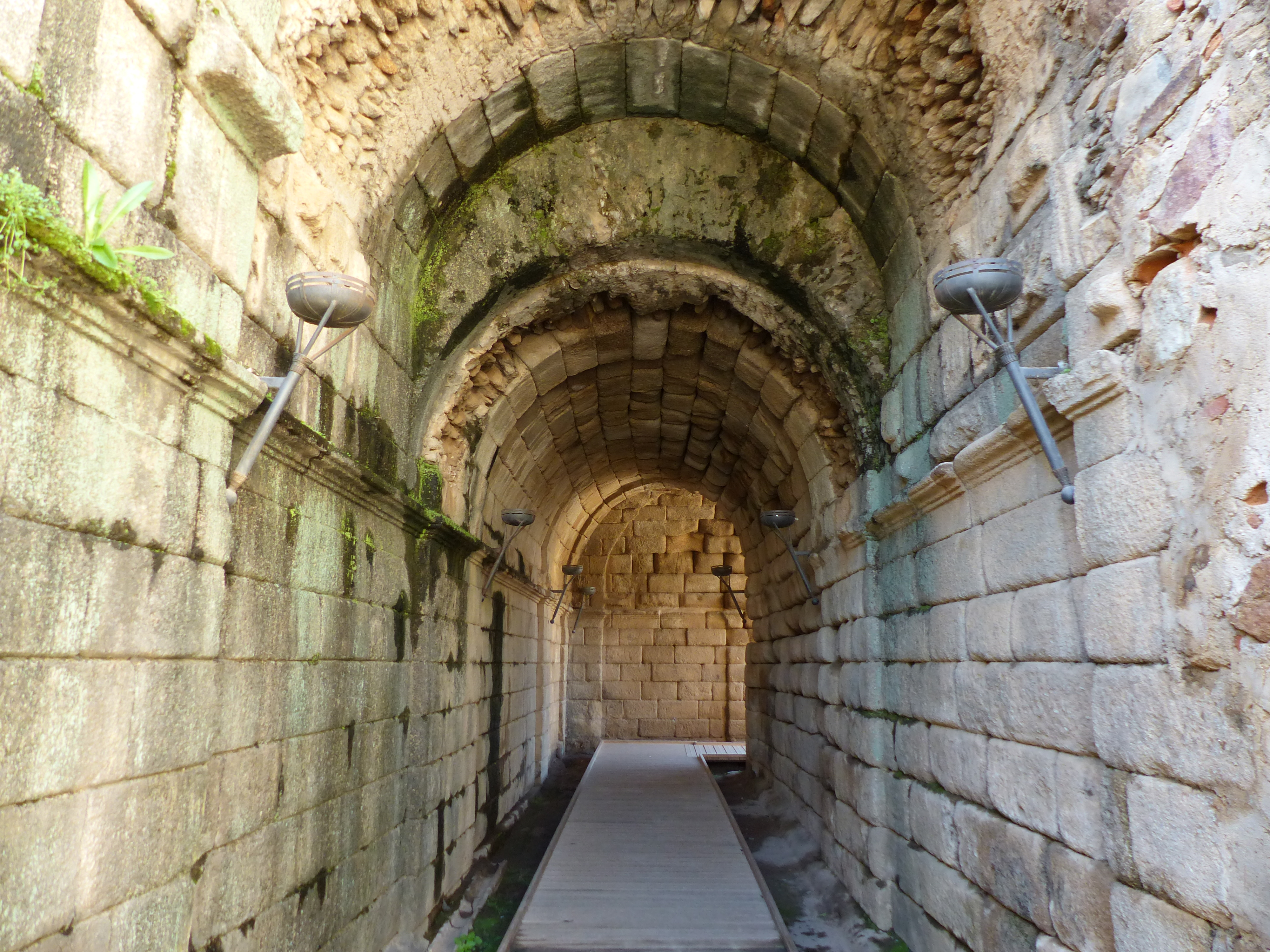
Folyosó